# Igreja de Santo António (Ponta Delgada)

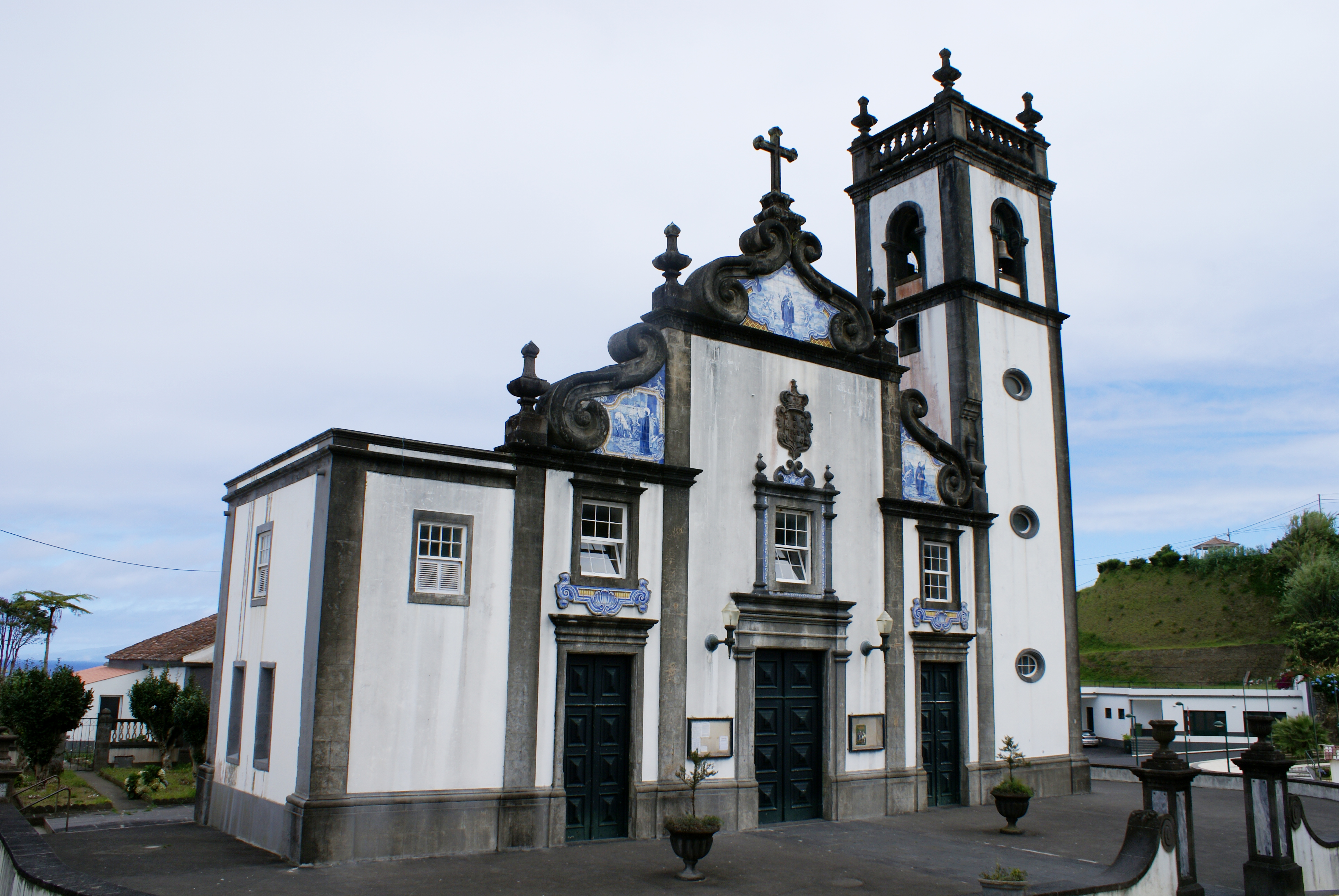
Igreja de Santo António.

A Igreja de Santo António (Ponta Delgada) é um templo cristão português localizado na freguesia de Santo António no concelho de Ponta Delgada, na ilha açoriana de São Miguel.
Este templo de apreciáveis apresenta-se com um elaborado trabalho em cantaria de basalto de cor escura particularmente em redor das portas e janelas e na torre sineira. Na fachada existem colecções de azulejos em azul e branco e procuram contar história de Santo António.